# 蒋云汉
蔣雲漢（1434年—1506年），字天章，四川重慶府巴縣人，明朝政治人物。

## 生平
四川鄉試第二十四名舉人，天順元年（1457年）丁丑科進士。授户部主事，成化五年（1469年），任福建兴化府知府。改雲南大理府知府，十九年五月升貴州布政司左參政，丁憂服闋，弘治元年（1488年）五月復除廣東布政司，三年九月升福建右布政使，五年七月轉左布政，弘治十年（1497年）二月以老病致仕。

## 家族
曾祖蔣受，祖蔣友才，父蔣福，母薛氏。